# Frank Sampedro
Frank Sampedro, detto Poncho (Virginia Occidentale, 25 febbraio 1949), è un chitarrista statunitense.
Acquistò notorietà nel 1975 quando entrò a far parte del gruppo rock Crazy Horse, celebre principalmente per la sua collaborazione di lunga data con il cantautore canadese Neil Young.

## Biografia
Nato in Virginia Occidentale e cresciuto a Detroit, Sampedro si trasferì in California da adolescente. Avendo passato diversi anni a fare esperienza suonando in varie band locali, e dopo essersi guadagnato la nomea di gran bevitore e seduttore impenitente, Sampedro, ormai soprannominato "Poncho", si unì ai Crazy Horse nel 1975 in occasione delle sessioni per l'album Zuma di Neil Young, dopo essere stato presentato ai membri del gruppo da Billy Talbot nel novembre 1974, esattamente due anni dopo la morte del chitarrista originale dei Crazy Horse Danny Whitten, del quale Sampedro sarà il sostituto. Il carattere gioviale e l'abilità chitarristica di Sampedro colpirono favorevolmente sia Young che gli altri membri dei Crazy Horse, che lo accolsero tra di loro.
Con l'aggiunta di Sampedro alla chitarra ritmica, i Crazy Horse svilupparono un nuovo e più rigido sound hard (in opposizione all'approccio maggiormente free-form dell'era Whitten) che funse da influenza seminale per lo sviluppo di generi musicali a venire come il grunge e il noise rock, permettendo inoltre a Neil Young di concentrarsi sulla chitarra solista. Anche se i Crazy Horse non lavorarono con Young per gran parte degli anni ottanta, Sampedro rimase parte integrante del giro di musicisti del cantautore canadese, suonando in svariati suoi album e tour dell'epoca. Quando i Crazy Horse tornarono a collaborare con Young nel 2003 per l'album Greendale, Sampedro non partecipò al progetto; tuttavia, si unì successivamente alla band per la tournée promozionale del disco.
Per molti anni, Sampedro lavorò anche come ingegnere del suono nel programma televisivo The Tonight Show with Jay Leno. Si ritirò dal programma nel 2010 per dedicarsi alla coltivazione di frutta (incluse banane, mango, ananas e papaya).

## Discografia

### Crazy Horse
- Crazy Moon (1978)
- Gone Dead Train: The Best of Crazy Horse 1971-1989 (2005)
- Scratchy: The Complete Reprise Recordings (2005)

### Neil Young & Crazy Horse
- Zuma (1975)
- Rust Never Sleeps (1979)
- Live Rust (live, 1979)
- Re·ac·tor (1981)
- Life (1987)
- Ragged Glory (1990)
- Arc/Weld (live, 1991)
- Sleeps with Angels (1994)
- Broken Arrow (1996)
- Year of the Horse (live, 1997)
- Americana (2012)
- Psychedelic Pill (2012)

Contributi in altri album di Neil Young:
- American Stars 'n Bars (1977)
- Comes a Time (1978)
- Trans (1982)
- This Note's for You (1988)
- Freedom (1989)
- Are You Passionate? (2002)
- Chrome Dreams II (2007)

Contributi vari:
- Glimmer, album di Kevin Salem del 1996 (chitarra);
- Harlem, album di Shawn Amos del 2000 (chitarra).